# 1972年札幌オリンピックのバイアスロン競技
1972年札幌オリンピックのバイアスロン競技（1972ねんさっぽろオリンピックのバイアスロンきょうぎ）は2月9日に真駒内バイアスロン競技場で個人20km、2月11日に4×7.5kmリレーが行われた。

## 試合結果
- 当種目は1972年2月8日午前9時に予定通り始まったが、15分後に強い降雪で視界が50メートルに悪化したため中止された。 競技は翌2月9日の9時1分から改めて開始された。 14カ国54人がエントリーし53人が完走した。

### 20km
| 順位 | 国・地域     | 氏名                     | 走タイム        | 失敗射数 | 合計タイム      |
| ---- | ------------ | ------------------------ | --------------- | -------- | --------------- |
| 金   | ノルウェー   | マグナル・ソルベルク     | 1時間13分55秒50 | 2        | 1時間15分55秒50 |
| 銀   | 東ドイツ     | ハンスユルク・クナウテ   | 1時間15分07秒60 | 1        | 1時間16分07秒60 |
| 銅   | スウェーデン | ラルス・アルビドソン     | 1時間14分27秒03 | 2        | 1時間16分27秒03 |
| 4    | ソビエト連邦 | アレクサンドル・チホノフ | 1時間12分48秒65 | 4        | 1時間16分48秒65 |
| 5    | フィンランド | イリヨ・サルパカリ       | 1時間14分51秒43 | 2        | 1時間16分51秒43 |
| 6    | フィンランド | エスコ・サイラ           | 1時間12分34秒80 | 5        | 1時間17分34秒80 |
| 7    | ソビエト連邦 | ヴィクトル・ママトフ     | 1時間16分16秒26 | 2        | 1時間18分16秒26 |
| 8    | ノルウェー   | トール・スヴェンスベルゲ | 1時間15分26秒54 | 3        | 1時間18分26秒54 |
| 9    | ポーランド   | A.クリマ                 | 1時間17分00秒86 | 2        | 1時間19分00秒86 |
| 10   | フランス     | D.クラウドン             | 1時間18分14秒67 | 1        | 1時間19分14秒67 |
| 17   | 日本         | 渋谷幹                   | 1時間16分57秒27 | 5        | 1時間21分57秒27 |
| 23   | 日本         | 佐々木昭三               | 1時間18分05秒54 | 5        | 1時間23分05秒54 |
| 25   | 日本         | 大野公                   | 1時間16分26秒83 | 7        | 1時間23分26秒83 |
| 38   | 日本         | 笹久保和雄               | 1時間19分07秒43 | 9        | 1時間28分07秒43 |

### 4×7.5kmリレー
- 当種目は1972年2月11日午前9時、13チーム52人が参加して開始された。
  - 朝のスタートだったが、NHKは他競技との併用ながら生中継した。第1走の大野は一発も外さず、何と欧州の強豪相手に1位で帰ってきた。しかし、第2走佐々木が絶不調。最下位まで転落した。ペナルティの5はすべて佐々木である。それでも6位入賞を期待して生放送は続き、残る2人はペナルティなしで踏ん張り追い上げたが、8位に終わった。

| 順位 | 国・地域       | 氏名                                                                                  | ラップタイム                                | 失敗射数 | 合計タイム      |
| ---- | -------------- | ------------------------------------------------------------------------------------- | ------------------------------------------- | -------- | --------------- |
| 金   | ソビエト連邦   | アレクサンドル・チホノフ リンナト・サフィン イワン・ビアコフ ヴィクトル・ママトフ     | 28分54秒48 26分48秒52 28分15秒90 27分46分02 | 3        | 1時間51分44秒92 |
| 銀   | フィンランド   | エスコ・サイラ ユハニ・スータリネン ヘイキ・イコラ マウリ・レッパネン                 | 28分52秒04 29分37秒33 28分45秒79 27分22分09 | 3        | 1時間54分37秒25 |
| 銅   | 東ドイツ       | ハンスユルク・クナウテ ヨアヒム・マイシュナー ディーター・スペール ホルスト・コシュカ | 28分11秒72 28分35秒86 28分50秒72 29分19分37 | 4        | 1時間54分57秒67 |
| 4    | ノルウェー     | トール・スヴェンスベルゲ K.ホヴダ I.ノルキル マグナル・ソルベルク                     | 28分23秒86 29分43秒80 29分41秒97 28分34分78 | 7        | 1時間56分24秒41 |
| 5    | スウェーデン   | ラルス・アルビドソン O.ペテルソン T.ワドマン H.オルソン                               | 28分23秒09 29分32秒78 27分52秒03 31分09分50 | 6        | 1時間56分57秒40 |
| 6    | アメリカ合衆国 | P.カーンズ D.モーゼ D.ドナヒュー W.ボワーマン                                         | 28分50秒37 28分43秒56 29分01秒97 30分48分42 | 1        | 1時間57分24秒32 |
| 7    | ポーランド     | J.ロザク J.ストプカ A.ラパチュ A.クリマ                                               | 29分36秒15 29分21秒63 29分05秒75 30分06分39 | 4        | 1時間58分09秒92 |
| 8    | 日本           | 大野公 佐々木昭三 渋谷幹 笹久保和雄                                                   | 27分35秒73 33分46秒08 27分59秒80 29分47分87 | 5        | 1時間59分09秒48 |
| 9    | ルーマニア     | N．ヴェステア V.フォンタナ I.テポス V.ジョルジー                                      | 28分47秒96 32分19秒63 28分47秒13 29分35分89 | 5        | 1時間59分30秒61 |
| 10   | イタリア       | W.ベルティン G.アステジアーノ C.ヴァレスコ L.ヨルダン                                 | 29分06秒56 28分43秒42 30分58秒59 30分59分05 | 6        | 1時間59分47秒62 |